# Institut de technologie de Canberra

L'institut de technologie de Canberra (The Canberra Institute of Technology (CIT)) est un ensemble d'établissements d'éducation professionnelle situés à Canberra en Australie. Il propose des formations allant du secondaire au supérieur. Le CIT a six campus à travers Canberra, situés à Bruce, Reid, Weston, Phillip, Tuggeranong Town Centre et Fyshwick. Il y avait autrefois un campus du CIT à Watson.